# Jeon So-mi
Ennik Somi Douma, meglio conosciuta con il suo nome coreano Jeon So-mi (전소미?, 全昭彌?, Jeon So-miLR, Chŏn SomiMR; Ontario, 9 marzo 2001), è una cantante sudcoreana con cittadinanza canadese.
Dopo aver fatto parte del gruppo musicale IOI, prodotto dallo show di competizione musicale Produce 101, ha debuttato da solista il 13 giugno 2019 con il singolo Birthday.

## Biografia
Jeon Somi è nata il 9 marzo 2001 in Ontario, in Canada, da madre coreana, Jeon Sun-hee, e padre olandese-canadese, Matthew Douma. Quando aveva un anno, la sua famiglia si trasferì in Corea del Sud. A causa della sua discendenza mista, Somi fu spesso vittima di bullismo durante la sua infanzia. Jeon Somi possiede la cintura nera di terzo grado in taekwondo; non ha potuto ottenere il quarto grado come suo padre a causa della sua età.
Jeon Somi si è diplomata alla Cheongdam Middle School il 3 febbraio 2017 e alla Hanlim Multi Art School, laureandosi in musica pratica e vocale, il 7 febbraio 2020..

## Carriera

### 2015–2016:Sixteen,Produce 101e debutto con le IOI

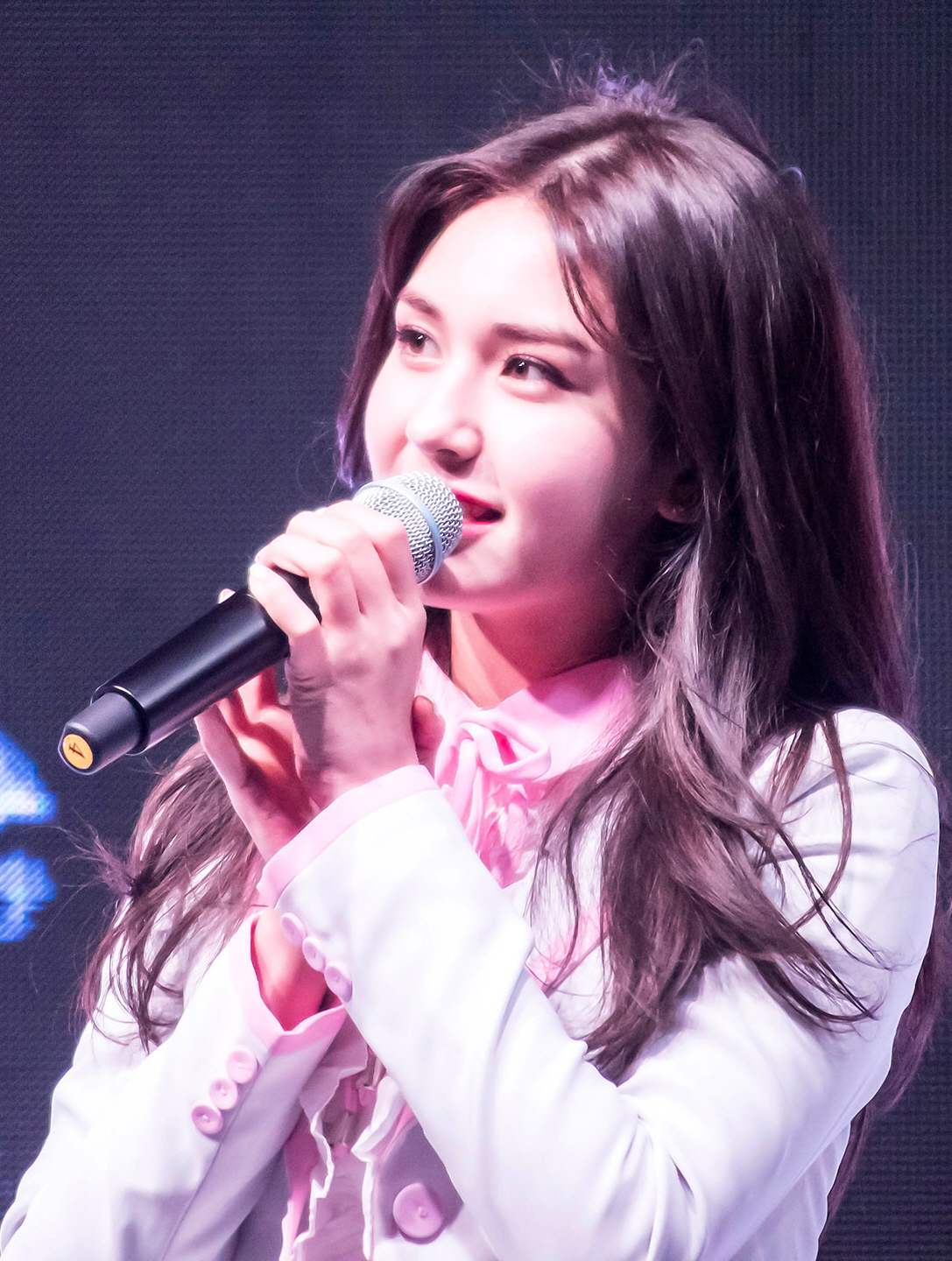
Jeon So-mi nel dicembre 2016

Somi è entrata nella JYP Entertainment nel 2014. Poco dopo, Somi è apparsa nel video musicale di "Stop Stop It" dei Got7 insieme ad altre compagne tirocinanti.
Nel maggio 2015, Somi ha partecipato al programma Sixteen e si è scontrata con altre 15 tirocinanti della JYP per entrare a far parte di un gruppo femminile, Twice. Tuttavia, è stata eliminata nel round finale.
Nel gennaio 2016, Somi ha rappresentato la JYP al programma Produce 101. È salita al primo posto con 858.333 voti e ha debuttato il 4 maggio, con il gruppo femminile IOI, pubblicando il primo EP Chrysalis sotto l'etichetta YMC Entertainment. Il 18 agosto, è stato annunciato che Somi avrebbe collaborato con le compagne del gruppo Choi Yoo-jung, Chungha e Ki Hui-hyeon per il singolo Flower, Wind and You, che è stato pubblicato il 29.
Nell'ottobre dello stesso anno, Somi è stata selezionata come nuovo ospite per The Show insieme a Woo-shin delle Up10tion.

### 2017-2018: attività da solista e abbandono della JYP
Il 9 gennaio 2017 fu confermato che Somi aveva firmato un contratto formale con la JYP. Poco dopo, si unì al cast di Sister's Slam Dunk 2.
Le attività di Somi con le IOI terminarono con la notizia dello scioglimento. Il 9 marzo, Eric Nam e Somi pubblicarono un singolo digitale dal titolo You, Who?.
Nel marzo 2017, Somi venne scelta per il programma di intrattenimento web di Idol Drama Operation Team. Interpretò il ruolo della studentessa liceale Bo-ram. Le riprese finali per lo spettacolo si tennero il 9 maggio. I sette membri del cast formarono un gruppo di ragazze del progetto chiamato Girls Next Door e pubblicarono un singolo come parte della colonna sonora dello show. La canzone intitolata Deep Blue Eyes, co-scritta e co-composta da Jinyoung di B1A4, venne pubblicata il 14 giugno con la Warner Music Korea.
Nel novembre del 2017, Somi partecipò al singolo di Jun.K. Nov to Feb.
Il 20 agosto 2018, la JYP Entertainment rilasciò una dichiarazione ufficiale che rivelava, dopo un accordo reciproco, la rescissione del contratto da parte di Somi, che abbandonava così l'etichetta.
Nel mese successivo, Somi firmò un contratto in esclusiva con una filiale della YG Entertainment, la The Black Label.

### 2019-2023: debutto da solista eXOXO
Il 25 febbraio 2019, la The Black Label annunciò che Somi si stava preparando a debuttare come artista solista. Il suo singolo di debutto Birthday fu pubblicato il 13 giugno insieme al video musicale. Fece la sua prima apparizione come solista a Show! Eum-ak jungsim il 15 giugno.
Nel 2019, Somi entrò a far parte del cast di Law of the Jungle in Chuuk.
Il 28 marzo 2020, venne pubblicata su YouTube la serie I Am Somi, che mostra una serie di vlog giornalieri realizzati dalla cantante in occasione del suo 20º compleanno. Nel sesto episodio del 2 maggio, Somi rivelò che il suo ritorno sulle scene è stato rimandato a causa della pandemia di Coronavirus. Il 22 luglio uscì What You Waiting For. In concomitanza con l'uscita del brano, Somi firmò un contratto con la Interscope Records.
Nell'estate del 2021 venne pubblicato il brano Dumb Dumb, che precedette l'uscita del primo album da solista della cantante, XOXO, trainato dall'omonimo brano apripista.

### 2023-presente:Game Plan
Nel 2023 viene pubblicato l'EP Game Plan.

## Immagine pubblica
Nel luglio 2017 Somi venne selezionata per il suo primo contratto di sponsorizzazione da solista come modello di campagna dei marchi di bevande Coca-Cola e Fanta.
Nel febbraio 2019, il marchio di calzature NUOVO di ABC Mart ha rivelato che Somi era stata scelta come nuovo modello. Nel marzo 2019, fu rivelato che Somi e Seong-wu erano stati selezionati come modelli pubblicitari per il marchio sportivo di lifestyle Beanpole Sports. Somi è inoltre, a partire dal 2020, ambasciatrice del marchio Louis Vuitton.

## Vita privata
Durante un'intervista ha affermato di possedere tre passaporti, rispettivamente sudcoreano, canadese e olandese, e di avere origini olandesi.

## Discografia

### Da solista

#### Album in studio
- 2021 – XOXO

#### EP
- 2023 – Game Plan

#### Singoli
- 2016 – Flower, Wind and You (con Ki Hui-hyeon, Choi Yoo-jung e Chungha)
- 2017 – You, Who? (con Eric Nam)
- 2019 – Birthday
- 2020 – What You Waiting For
- 2021 – Dumb Dumb
- 2023 – Ex-Mas (con Big Naughty)
- 2024 – Ice Cream

#### Collaborazioni
- 2017 – Nov to Feb (Jun. K feat. Jeon So-mi)

## Filmografia

### Cinema
- Ode to My Father (2014)[49]

### Televisione
- Sixteen (2015)
- Produce 101 (2016)
- Sister's Slam Dunk, 2ª stagione (2017)
- Idol Drama Operation Team (2017)[24]

## Riconoscimenti
- Korea First Brand Award
  - 2017 – CF Model[50]
- Genie Music Award
  - 2019 – Candidatura al The Female New Artist[51]